# ليلى إبراهيمي
ليلى إبراهيمي (بالفارسية: لیلا ابراهیمی) هي منافسة ألعاب القوى إيرانية، ولدت في 21 أبريل 1984 في طهران في إيران.

## وصلات خارجية
- ليلى إبراهيمي على موقع الاتحاد الدولي لألعاب القوى (الإنجليزية)